# Brockley (Somerset)
Brockley – wieś w Anglii, w hrabstwie ceremonialnym Somerset, w dystrykcie (unitary authority) North Somerset. Leży 14 km na południowy zachód od miasta Bristol i 184 km na zachód od Londynu. W 2001 miejscowość liczyła 271 mieszkańców.